# Lycodes microporus
Lycodes microporus är en fiskart som beskrevs av Toyoshima, 1983. Lycodes microporus ingår i släktet Lycodes och familjen tånglakefiskar. Inga underarter finns listade i Catalogue of Life.